# Диродийтантал
Диродийтантал — бинарное интерметаллическое неорганическое соединение
родия и тантала
с формулой Rh2Ta,
кристаллы.

## Получение
- Сплавление стехиометрических количеств чистых веществ:

{\displaystyle {\mathsf {2Rh+Ta\ {\xrightarrow {1890^{o}C}}\ Rh_{2}Ta}}}

## Физические свойства
Диродийтантал образует кристаллы
ромбической сингонии,
пространственная группа P nma,
параметры ячейки a = 0,8179 нм, b = 0,5443 нм, c = 0,4027 нм, Z = 4,
структура типа силицида дикобальта Co2Si
.
Соединение конгруэнтно плавится при температуре ≈1890°С
и имеет область гомогенности 32÷33,5 ат.% тантала
.